# Kundelov
Kundelov (německy Kundelau) je osada v okrese Třebíč ležící asi kilometr severně od Budišova. Po administrativní stránce jde o základní sídelní jednotku (ZSJ) v katastru zmíněného městyse, na intravilán osady pak navazují dva domy, které jsou součástí Hodova. Osada nese jméno podle zdejší mlynářské rodiny Kundeliusů a je rodištěm Amálie Muchové roz. Malé, matky secesního malíře Alfonse Muchy.

## Vznik
Dějiny Kundelova jsou úzce spjaty právě s osudy zdejšího mlýna. Ten je poprvé zmiňován roku 1762[zdroj?], kdy jej vlastnil Jakub Kundelius zapsaný u mlynářského cechu Budišově. V roce 1797 se vlastníkem stal Karel Kundelius. O dva roky později majitel budišovského a tasovského panství rytíř Joachym Stettenhofen rozprodal okolní pozemky ke stavbě domů, čímž položil základ osady, která dostala jméno právě podle rodu místních mlynářů.
Vedle Kundelova byly ve zmíněném roce 1799 v okolí založeny Stettenhofenem také vsi Mihoukovice, Klementice a Jáchymov, které lze společně označit jako jedny z nejmenších a nejmladších osad na Třebíčsku.

## Amálie Muchová
V 19. století vlastnil nejstarší objekt ve vsi mlynář Malý s manželkou, která byla dcerou polského mlynáře Ratkowského z Omic. Dne 5. srpna 1822 se Malým narodila dcera Amálie, matka známého malíře Alfonse Muchy. Amálie disponovala uměleckým nadáním, prahla po vzdělání a toužila poznávat svět, proto odcestovala do Vídně k příbuzným z matčiny strany, kde pracovala jako vychovatelka jejich potomků.
Poté, co děti vyrostly, dostala Amálie dopis od známé z rodné Moravy, která jí jako svobodné doporučila uzavřít sňatek s ovdovělým vinařem Ondřejem Muchou (1825–1891) z Brna, který hledal ženu, která by se mu zároveň postarala o tři děti z prvního manželství. Amálie nabídku přijala, svatební obřad proběhl roku 1859 v budišovském kostele sv. Gotharda a Nanebevzetí Panny Marie. Ondřej a Amálie Muchovi se natrvalo usadili v Ivančicích, kde se jim narodil 24. července 1860 syn Alfons, známý secesní malíř. Amálie zemřela 20 let poté.
Sám Alfons Mucha navštívil Budišov a Kundelov přinejmenším v roce 1936, kdy přenocoval u známého budišovského rodáka Augustina Kratochvíla.

## Přírodní podmínky
Ves leží v údolí Kundelovského potoka v místě, kde je přehrazen v Kundelovský rybník. Potok se v nedaleké vsi Oslavě vtéká do řeky Oslavy. Nachází se rovněž na východním okraji přírodního parku Třebíčsko. V okolí Kundelova se vyskytuje například nepříliš běžný samorostlík klasnatý (Actaea spicata).

## Pamětihodnosti
V Kundelově stojí za pozornost zdejší mlýn, který je rodištěm Muchovy matky Amálie a zároveň jde o nejstarší objekt ve vsi. Mlýn fungoval do roku 1914. Mlýn byl postaven kolem roku 1365, v 2. polovině 18. století jej zakoupila rodina Kundeliusových, posléze v mlýně žila rodina Malých a později jej zakoupil Miloslav Homolka. Ten objekt zrenovoval na rekreační dům a penzion. V roce 2022 byl objekt nabídnut k prodeji.
V centru vsi stojí zvonička z roku 1876.

## Doprava
Kundelov se nachází mezi Budišovem a Studnicemi na silnici III/36056 vedoucí z Budišova do Oslavičky. Dále je spojen místní komunikací s Hodovem. Ves disponuje dvěma autobusovými zastávkami, Budišov, Kundelov a Budišov, Kundelov samoty, na nichž zastavují autobusy linek Hodov–Velké Meziříčí a Nárameč–Třebíč. Vsí prochází cyklotrasa 5206 z Hostákova do Oslavy.

## Osobnosti
- Amálie Muchová (1822–1880), vychovatelka a matka Alfonse Muchy